# La Boussac
|  | Per a altres significats, vegeu «Boussac». |

La Boussac (en bretó Labouseg, en gal·ló Labóczac) és un municipi francès, situat a la regió de Bretanya, al departament d'Ille i Vilaine. L'any 2006 tenia 1.093 habitants.
| 1962                                       | 1968  | 1975 | 1982 | 1990 | 1999 |
| ------------------------------------------ | ----- | ---- | ---- | ---- | ---- |
| 1.275                                      | 1.152 | 964  | 937  | 909  | 937  |
| Des de 1962: població sense dobles comptes |       |      |      |      |      |

| Període   | Identitat        | Partit |
| --------- | ---------------- | ------ |
| 1989-1995 | Tanguy Jean      |        |
| 1995-2008 | Francois Le Naye |        |
| 2008-     | Odile Mabile     |        |